# 고노에 히로코
고노에 히로코(일본어: 近衛熙子, 간분(寛文) 6년 음력 3월 26일(1666년 4월 30일) ~ 간포(寛保) 원년 음력 2월 28일(1741년 4월 13일)은 일본 에도 바쿠후(江戸幕府) 6대 쇼군인 도쿠가와 이에노부(徳川家宣)의 정실이다. 아버지는 구게(公家)인 고노에 모토히로(近衛基熙)이며 어머니는 고미즈노오 천황(後水尾天皇)의 딸인 쓰네코 내친왕(常子内親王)이다. 출가 후의 이름은 덴에이인(일본어: 天英院 텐에이인[*])이다.

## 생애
1679년 당시 고후(甲府) 번주인 도쿠가와 쓰나도요(후일의 쇼군 도쿠가와 이에노부)와 혼인하였다. 이 혼인에 대해 덴에이인의 아버지 모토히로는 자신의 일기인 「모토히로 공기(基熙公記)」에서 「무가(武家)와의 혼인을 금하는 선조의 유언을 거역하게 되었다」라고 기록하며 「설령 걸식을 하게 되더라도 (혼인을) 승낙할 수 없다」라고 덧붙여 딸의 혼인이 자신의 본의가 아님을 분명히 하였으며, 이에노부와의 혼담에 앞서 실제로 미토(水戶) 도쿠가와 가문에서 번주 도쿠가와 미쓰쿠니(徳川光圀)의 후계자인 도쿠가와 쓰나에다(徳川綱條)로부터 혼담이 들어왔을 때는 이를 거부하기도 하였다. 이러한 배경과는 별개로 부부 관계는 원만하여 이에노부의 고후 번주 시절 동안 장녀 도요히메(豊姫)와 장남 무게쓰인(夢月院)이 태어났으나 두 자녀는 모두 요절하였다.
1709년 이에노부가 6대 쇼군으로 취임하면서 미다이도코로(御台所)가 되었으나 이후에는 자녀를 얻지 못하였다. 1712년 이에노부가 사망하자 삭발한 뒤 원호를 덴에이인이라 하였다. 이에노부의 측실 겟코인(月光院)이 낳은 아들 도쿠가와 이에쓰구(徳川家継)가 7대 쇼군이 되면서 조정으로부터 종 1위(従一位)의 관직을 하사받아 「이치이 님(一位様)」으로도 불렸다.
이에쓰구의 생모인 겟코인과는 사이가 나빠 에지마 - 이쿠시마 사건(江島生島事件)을 일으켜 겟코인의 심복이자 당시 오오쿠(大奥) 총책임자였던 에지마(絵島)를 축출, 겟코인의 세력을 약화시켰으며 로주(老中), 후다이 다이묘(譜代大名)들과 결탁하여 당대의 권력자들이었던 소바요닌(側用人) 마나베 아키후사(間部詮房), 아라이 하쿠세키(新井白石) 등의 실각을 꾀하는 등 정치적인 영향력 또한 행사하였다. 그러나 이후 겟코인과의 사이는 어느 정도 회복되어 이에쓰구가 병으로 위독한 상태에 빠지자 겟코인을 직접 위로하기도 하였다.
1716년 이에쓰구가 사망한 뒤 기슈(紀州) 번주인 도쿠가와 요시무네(徳川吉宗)가 8대 쇼군으로 취임하는 데에도 영향력을 행사하였다. 이러한 공적과 더불어 요시무네에게 살아 있는 정실이 없었던 탓에 이후 생애 전반에 걸쳐 오오쿠 내에서 권력을 유지하였다.
1741년 향년 76세로 사망하였다.

## 같이 보기
- 오오쿠
- 미다이도코로